# 바오 (게임)

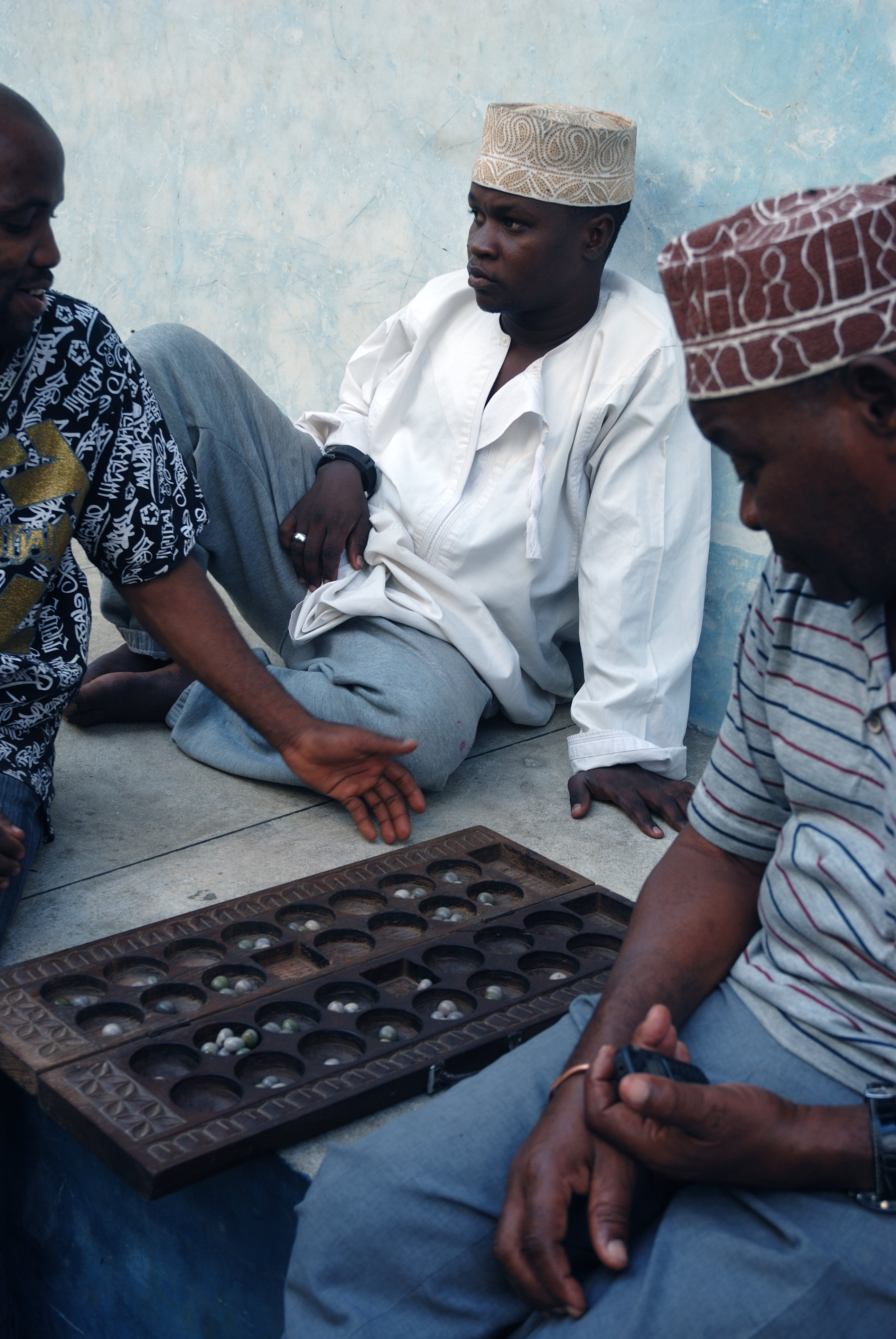
잔지바르의 바오 플레이어.

바오(영어: Bao)는 만칼라 보드 게임의 한 일종이다. 동아프리카의 케냐, 탄자니아, 코모로, 말라위에서 즐긴다.

## 같이 보기
- 오와레